# 旭来街街道
旭来街街道，原为秦城乡，是中华人民共和国山西省忻州市忻府区下辖的一个乡镇级行政单位。2020年6月20日，经省政府批准撤乡设街道。

## 行政区划
旭来街街道下辖以下地区：
前秦村、后秦村、河拱村、顿村、泡池村、部落村、尹村、泉子沟村、胡家垴村和部落庄村。